# Abuso verbal

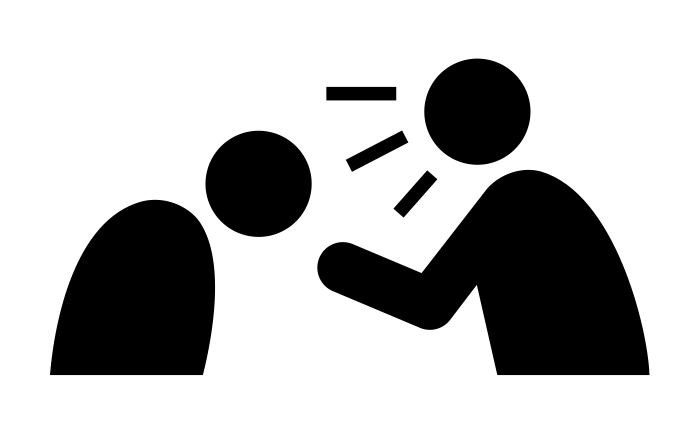
Pictograma que representa una agresión verbal.

El abuso verbal (también ataque o agresión verbal) se produce cuando una persona critica o insulta a otra persona. Es una forma destructiva de comunicación destinada a dañar el concepto de sí mismo de la otra persona y producir en ella emociones negativas. El abuso verbal es un mecanismo de defensa inadaptado que cualquiera puede tener ocasionalmente, como  en momentos de gran estrés o incomodidad física. Para algunas personas, es un patrón de conductas utilizadas intencionalmente para controlar o manipular a otros o para vengarse.

## Tipos
En las escuelas y en la vida cotidiana, una persona puede realizar lo que se conoce como acoso psicológico (que a menudo tienen un componente físico): para obtener un estatus superior a la persona objetivo y para unirse con otros en contra de ella. En general, lo que ocurre es que el agresor no conoce otra forma de conectarse emocionalmente con los demás.
En las relaciones amorosas, el agresor verbal puede estar respondiendo a la "separación" del compañero, es decir, pensamientos, puntos de vista, deseos, sentimientos, expresiones (incluso de felicidad) independientes que el abusador ve como una amenaza, algo que es irritante o como un ataque. Algunas personas creen que el abusador tiene baja autoestima y, por lo tanto, intenta colocar a su víctima en una posición similar, es decir, que esta llegue a creer cosas negativas sobre sí misma.
Debido a la necesidad del abusador de dominar y la falta de voluntad para aceptar a su pareja como un igual, el abusador verbal se ve obligado a negar las percepciones de la pareja sobre el abuso, lo que causa más dolor psicológico a la víctima. Esto también se conoce como gaslighting o comportamiento similar al doctor Jekyll y el señor Hyde, porque el abusador mantiene el abuso con su comportamiento impredecible unas veces amable y otras frío. Esta confusión se suma al dolor causado por el abuso psicológico y mantiene a la víctima desequilibrada
Cualquiera puede experimentar abuso verbal. Por lo general, en las relaciones románticas o familiares, el abuso verbal aumenta en intensidad y frecuencia a lo largo del tiempo. Después de la exposición al abuso verbal, las víctimas pueden desarrollar depresión clínica o trastorno de estrés postraumático. La persona atacada por abuso verbal con el tiempo puede sucumbir a cualquier enfermedad relacionada con el estrés. El abuso verbal crea dolor emocional y angustia mental en la persona objetivo.
A pesar de que el abuso verbal no deja moretones, puede ser tan perjudicial para la salud de una persona como el abuso físico.

## Elementos
El abuso verbal incluye lo siguiente:
| - ira abusiva: "arrebatos agresivos" - acusar y culpar - el "olvido" crónico de eventos importantes de la vida del compañero (también puede incluir un retraso crónico en los eventos importantes) - contrarrestar: disputas en "... pensamientos, sentimientos, percepciones y experiencias del compañero" o discutir "cualquier punto de vista o idea del otro". - negación de actuar con ira o del abuso | - juzgar y criticar - minimizar, trivializar - insultar - ordenar: mandar para mostrar control sobre el otro - menoscabar - amenazar - rechazar "... compartir ideas, sentimientos, intimidad, pensamientos y sueños con el compañero". |